# 羅素道 (安大略省)

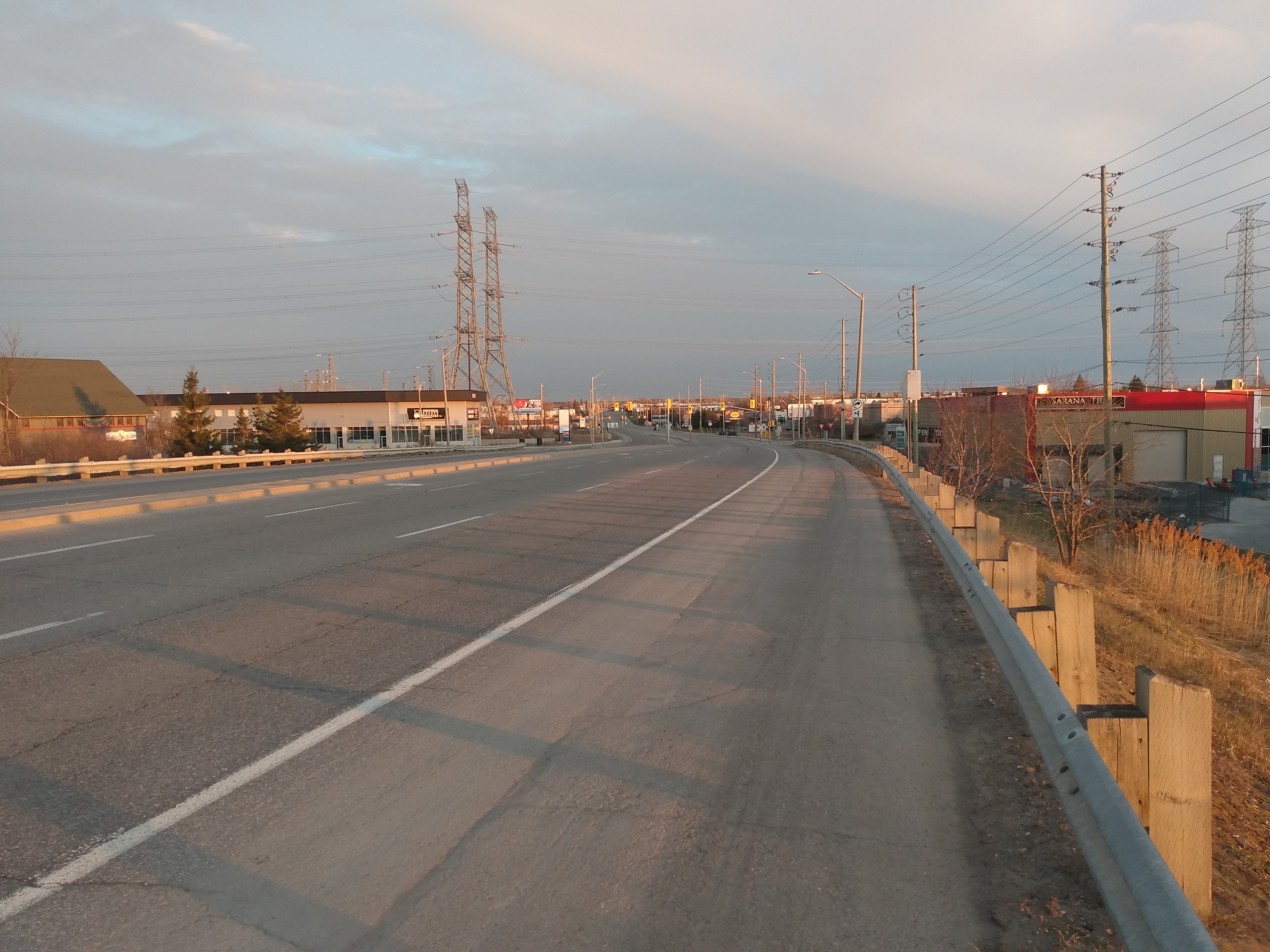
屈利道與荷塘路（Hawthorne Avenue）之間的羅素道

羅素道（英語：Russell Road；渥太華26號市道；皮利士葛及羅素聯合縣2號縣道）是加拿大安大略省東部的一條主幹路，西始於渥太華的河景區，向東穿過該市鄉郊地區藍斯威老、喀斯巴德斯普陵及熊溪區，並穿過加倫-洛蘭城鎮，連接契尼（Cheney）及布傑地區，東迄渥太華東部邊界上的界限道（Boundary Road）。
羅素道以安大略省羅素鎮命名，因該道路在417號省道修建期間曾被用作來往羅素鎮的通路。羅素鎮則以上加拿大官員彼得·羅素命名。